# Rueda
Rueda ist eine Gemeinde mit 1.103 Einwohnern (Stand: 2024) in der Provinz Valladolid, in der spanischen autonomen Gemeinschaft Kastilien-León, etwa 30 km südwestlich der Provinzhauptstadt Valladolid gelegen.
Der Ort ist das Zentrum des Weinbaugebietes Rueda (DO).
Es werden hauptsächlich die Traubenarten Verdejo und Sauvignon Blanc verarbeitet.